# Kościół św. Katarzyny i Matki Bożej Różańcowej w Rybniku
Kościół Świętej Katarzyny i Matki Bożej Różańcowej w Rybniku – rzymskokatolicki kościół parafialny  w Rybniku, w dzielnicy Wielopole, w województwie śląskim, gdzie został przeniesiony z Gierałtowic w 1976 r. Należy do dekanatu Golejów archidiecezji katowickiej. Mieści się przy ulicy Górnej.
Kościół znajduje się na Szlaku Architektury Drewnianej województwa śląskiego w pętli rybnickiej. 
Świątynia wybudowana została w 1534 roku w Gierałtowicach z fundacji Stanisława Dąbrówki, odnowiona w 1676 roku. Jest to budowla drewniana o konstrukcji zrębowej, z trójbocznie zamkniętym prezbiterium oraz szerszą nawą. Wieża konstrukcji słupowej, z nadwieszoną izbicą i namiotowym hełmem została dobudowana w 1844 roku przez cieślę Mateusza Pindura z Chudowa. Mieści się na wysokiej współczesnej podmurówce. Posiada dachy i zadaszenia o charakterze sobot, pokryte gontem. Na stropie nawy i prezbiterium późnogotycka polichromia o charakterze patronowym i ornamentalnym. Wyposażenie wnętrza jest współczesne. W obecnym miejscu stoi od 1976 roku. Jest najstarszym zabytkiem budownictwa drewnianego na ziemi rybnickiej.
W deskowanym stropie wewnątrz kościoła zachowała się pochodząca z 1534 r. cenna polichromia patronowa z motywami orła piastowskiego w tarczy gotyckiej i wizerunkiem patronki kościoła św. Katarzyny. Polichromię odkryto w czasie remontu z lat 1960–1961. Z dawnego wyposażenia zachowały się: ambona barokowa z XVII wieku, drewniana chrzcielnica z czaszką podtrzymywaną przez anioła, ławka kolatorska z 1691 r., obraz św. Katarzyny z 1828 r. autorstwa Franciszka Frömla z Fulneku na Morawach. Na uwagę zasługuje także późnobarokowy ołtarz główny z 1827 r. wykonany za sumę 100 talarów przez rzeźbiarza Izydora Mrowca z Krzanowic. Późnobarokowe ołtarze boczne, pochodzące z XVII wieku zawierają obrazy przedstawiające św. Joachima i św. Annę (lew) oraz św. Marię Magdalenę (prawy). 
Wokół kościoła rozciągają się zieleńce, a także rosną młode modrzewie, sosny czarne i świerki kłujące. Przy kościele znajdują się także współczesne nagrobki proboszczów – ks. Jerzego Rzerzuchy i ks. Stanisława Płazy.